# 藜木科
藜木科又名肉穗果科或腌藜草科，只有1属2种，分布在热带美洲沿海，澳大利亚北部沿海和新几内亚以及一些太平洋岛屿。
本科植物为盐生亚灌木；单叶小，肉质，对生，有小托叶；花单性，雌雄同株，花瓣4，雌花无花瓣；果实为核果。
1981年的克朗奎斯特分类法单独列出一个藜木目，属于五桠果亚纲，1998年根据基因亲缘关系分类的APG 分类法将其合并到十字花目中，2003年经过修订的APG II 分类法维持原分类。